# Міхаель Урман
Міхаель Урман (нім. Michael Uhrmann, 16 вересня 1978) — німецький стрибун з трамліна, олімпійський чемпіон, чемпіон світу.
Міхаель Урман бере участь у міжнародних змаганнях зі стрибків з трампліна з 1995. Золоту олімпійську медаль та звання олімпійського чемпіона він здобув разом із товаришами зі збірної Німеччини в командних змаганнях на Олімпіаді в Солт-Лейк-Сіті. На Олімпіаді у Ванкувері він отримав срібну медаль у командних змаганнях. Урман має також повний комплект медалей чемпіонатів світу: золоту, срібну й бронзову, всі здобуті в складі команди. В його активі також 4 перемоги на етапах Кубка світу.